# L'Affaire de maître Lefort
L'Affaire de maître Lefort est un téléfilm français réalisé par Jacques Malaterre, diffusé le 9 novembre 2016 sur France 2.

## Synopsis
Julien Lefort est un petit avocat de province. Son meilleur ami, Jacques, est accusé du meurtre de sa femme. Va-t-il être défendu par maître Lefort ou par maître Leonardi, la star du barreau ? Jacques Demange préfère confier sa défense au ténor du barreau Pierre Leonardi et non à son meilleur ami. Avec toutes les preuves qui accablent Jacques, il perd le procès et se retrouve condamné. Julien Lefort vient voir son ami en prison et lui demande de le laisser assurer sa défense pour l’appel. Julien va-t-il réussir à se montrer brillant pour parvenir à faire sortir Jacques de prison ? Mais si ce n’est pas lui, qui a tué sa femme ?

## Fiche technique
- Titre : L'Affaire de maître Lefort
- Réalisation : Jacques Malaterre
- Scénario : Patrick Sébastien
- Dialogues : Patrick Sébastien
- Adaptation : Patrick Sébastien et Jacques Malaterre
- Musique originale : Cyril Orcel
- Photographie : Sabine Lancelin
- Son : Bernard Ollivier
- Montage : Thomas Cirotteau
- Direction littéraire : Stéphane Bondoux
- Costume : Séverine Démaret
- Décors : Denis Bourgier
- Producteur : Jean-Manuel Dupont
- Production : Nicolas Traube
- Sociétés de production : Pampa Production, avec la participation de France Télévisions et de TV5 Monde
- Pays d'origine :  France
- Langue originale : français
- Genre : Judiciaire, Drame
- Durée : 1 h 33 minutes
- Diffusion : mercredi 9 novembre 2016 sur France 2. Audience : 4 078 000 de téléspectateurs et 16,8 % de part de marché

## Distribution
- Patrick Sébastien : Julien Lefort
- Jean-Marie Winling : Jacques Demange
- Évelyne El Garby-Klaï : Agathe
- Éric Dupond-Moretti : Pierre Leonardi
- Rémi Bichet : Clément, le gendarme
- Marie Matheron : Anne-Marie Lefort
- Laure Killing : Christine Castelmaure Demange
- Youcef Agal : Arpette

## Réception critique
Le magazine Télérama note un twist « plutôt habile » mais déplore une « suite de scènes tellement mal écrites et surjouées que le spectateur peut se croire victime d'hallucinations visuelles et auditives ». 

## Tournage
Le tournage a eu lieu du 6 janvier au 3 février 2016. 
Éric Dupond-Moretti, l'un des avocats les plus médiatiques, y tient le rôle d'un ténor du barreau. Il a accepté le rôle à la demande de Patrick Sébastien,.